# Esgrima als Jocs Olímpics d'estiu de 1920 - sabre per equips masculí
La competició de sabre per equips masculí va ser una de les sis proves del programa d'esgrima que es van disputar als Jocs Olímpics d'Anvers de 1920. La prova es va disputar el 26 d'agost de 1920, amb la participació de 50 tiradors procedents de 8 nacions diferents.

## Medallistes
| Or | Plata | Bronze |
| ItàliaAldo Nadi · Nedo Nadi · Francesco Gargano · Oreste Puliti · Giorgio Santelli · Dino Urbani · Frederico Ceserano · Baldo Baldi | FrançaJean Margraff · Marc Marie Jean Perrodon · Henri De Saint Germain · Georges Trombert · Jean Mondielli | Països BaixosJan Van Der Wiel · Adrianus De Jong · Jetze Doorman · Willem Van Blijenburgh · Louis Delaunoy · Salomon Zeldenrust |

## Equips
| Bèlgica - Robert Hennet - Pierre Calle - Léon Tom - Alexis Simonson - Robert Feyerick - Charles Delporte - Harry Dombeeck Txecoslovàquia - Josef Javůrek - Otakar Švorčík - František Dvořák - Antonín Mikala - Josef Jungmann Dinamarca - Ivan Osiier - Poul Rasmussen - Ejnar Levison - Aage Berntsen - Verner Bonde | França - Georges Trombert - Jean Margraff - Marc Perrodon - Henri de Saint Germain Regne Unit - Alfred Ridley-Martin - William Marsh - William Hammond - Cecil Kershaw - Ronald Campbell - Robin Dalglish - Herbert Huntingdon Itàlia - Nedo Nadi - Aldo Nadi - Oreste Puliti - Baldo Baldi - Francesco Gargano - Giorgio Santelli - Dino Urbani | Països Baixos - Jan van der Wiel - Arie de Jong - Jetze Doorman - Louis Delaunoij - Willem Hubert van Blijenburgh - Salomon Zeldenrust - Henri Wijnoldy-Daniëls Estats Units - Edwin Fullinwider - Arthur Lyon - John Dimond - Frederick Cunningham - Claiborne Walker - Bradford Fraley - Roscoe Bowman |

## Resultats
| Final | Final          | Final     | Final   |
| Pos.  | Equip          | Victòries | Perduts |
| ----- | -------------- | --------- | ------- |
| 1     | Itàlia         | 7         | 0       |
| 2     | França         | 6         | 1       |
| 3     | Països Baixos  | 5         | 2       |
| 4     | Bèlgica        | 4         | 3       |
| 5     | Estats Units   | 3         | 4       |
| 6     | Dinamarca      | 2         | 5       |
| 7     | Regne Unit     | 1         | 6       |
| 8     | Txecoslovàquia | 0         | 7       |